# Cantone di Flers-1
Il Cantone di Flers-1 è una divisione amministrativa dell'Arrondissement di Argentan e dell'Arrondissement di Alençon.
È stato costituito a seguito della riforma approvata con decreto del 25 febbraio 2014, che ha avuto attuazione dopo le elezioni dipartimentali del 2015.

## Composizione
Comprende parte della città di Flers e i 12 comuni di:
- La Bazoque
- Caligny
- Cerisy-Belle-Étoile
- La Chapelle-au-Moine
- La Chapelle-Biche
- Le Châtellier
- La Lande-Patry
- Landisacq
- Moncy
- Saint-Clair-de-Halouze
- Saint-Paul
- Saint-Pierre-d'Entremont